# Handlebars
Handlebars is een nummer van de Zuid-Koreaanse zangeres en rapster Jennie in samenwerking met de Brits-Albanese zangeres Dua Lipa. Het werd op 11 maart 2025 uitgebracht op de Amerikaanse radio via Columbia Records, als vijfde single van Jennie's debuutalbum Ruby (2025). Het werd op 14 maart ook uitgebracht op de Italiaanse radio door Sony Music Italy.

## Achtergrond
Handlebars is een nummer geschreven door Dua Lipa, Delacey, Amy Allen, James Alan Ghaleb en Rob Bisel. Het is een ontspannen mid-tempo R&B-nummer met een drumgedreven instrumentale track die de oncontroleerbare hartslag van verliefdheid oproept. Het nummer vergelijkt verliefd worden met een fietsongeluk en beschrijft de gevoelens van overgave en frustratie, vooral omdat liefde haar vaak pijn doet. Tijdens het refrein vergelijken ze hun zoektocht naar liefde met dronken zijn op een doordeweekse dag, met verwijzingen naar alcohol en het gevoel van dronken worden van liefde.

## Videoclip
De bijbehorende videoclip werd geregisseerd door BRTHR en geplaatst op 10 maart 2025 op Jennie's YouTube-kanaal. De clip toont Jennie en Dua in een psychedelisch, futuristisch landschap. Jennie ligt op een rond bed omringd door televisieschermen en draagt een glinsterend shirt over een metallic minijurk. Ze beweegt door een neonverlichte regenachtige steeg en bevriest de regen met haar vingers. Ze ligt vaak op een hartvormig spinnenweb dat haar verstrengeld symboliseert. Dua verschijnt vanuit een andere dimensie en voegt zich bij Jennie, terwijl ze samen in het spinnenweb ontspannen tussen glitchy monitoren en kleurrijke lichten. Aan het einde spuwen beiden glinsterend water uit hun ogen dat samen een zwevend, vurig discobalhart vormt.

## Liveoptredens
Jennie voegde Handlebars toe aan de setlist van haar concerttournee, The Ruby Experience, die op 6 maart 2025 van start ging in Los Angeles, gelijktijdig met de lancering van haar album Ruby. Ze bracht het nummer ten gehore tijdens haar optreden op Billboard’s Iconic Stage, dat op 12 maart werd gedeeld via de officiële YouTube-kanalen van Billboard en Billboard Korea. Daarnaast bracht Jennie Handlebars ook ten gehore op het Coachella Valley Music and Arts Festival op 13 en 20 april.